# جزيرة باتوبيجانغوت
جزيرة باتوبيجانغوت وهي جزيرة من جزر إندونيسيا، وتتبع في إقليم كليمنتان الجنوبية في إندونيسيا.